# Странски, Иван Тодоров
Иван Тодоров Странски (18 апреля 1886, Сливен, Болгария — 29 октября 1959, София, Болгария) — болгарский растениевод и почвовед, член Болгарской АН (1943—59).

## Биография
Родился Иван Странски 18 апреля 1886 года в Сливене. Спустя некоторое время переезжает в Киев, где поступает на естественнонаучный факультет КиевГУ, который он окончил в 1911 году. В процессе учёбы в КиевГУ, Иван Тодоров мечтал поступить в МГУ на агрономический факультет и это ему удаётся сразу же после окончания КиевГУ в 1911 году, проучившись ещё три года Иван Тодоров оканчивает МГУ. В 1914 году возвращается в Болгарию и решает связать свою жизнь с Софией. После приезда в Софию, Иван Тодоров начал активные планы по созданию агрономического факультета и лишь в 1920 году данный факультет удаётся открыть в составе СофГУ. В 1921 году Иван Тодоров избран на должность заведующего кафедрой общего земледелия высшего сельскохозяйственного института в Софии и проработал в данной должности 31 год, при этом в 1929 году он был избран ещё и профессором данного института. В 1940-е годы Иван Тодоров основал институт почвоведения Болгарской АН и уже в 1947 году данный институт был торжественно открыт, а Иван Тодоров был избран его первым директором и возглавлял институт до самой смерти.

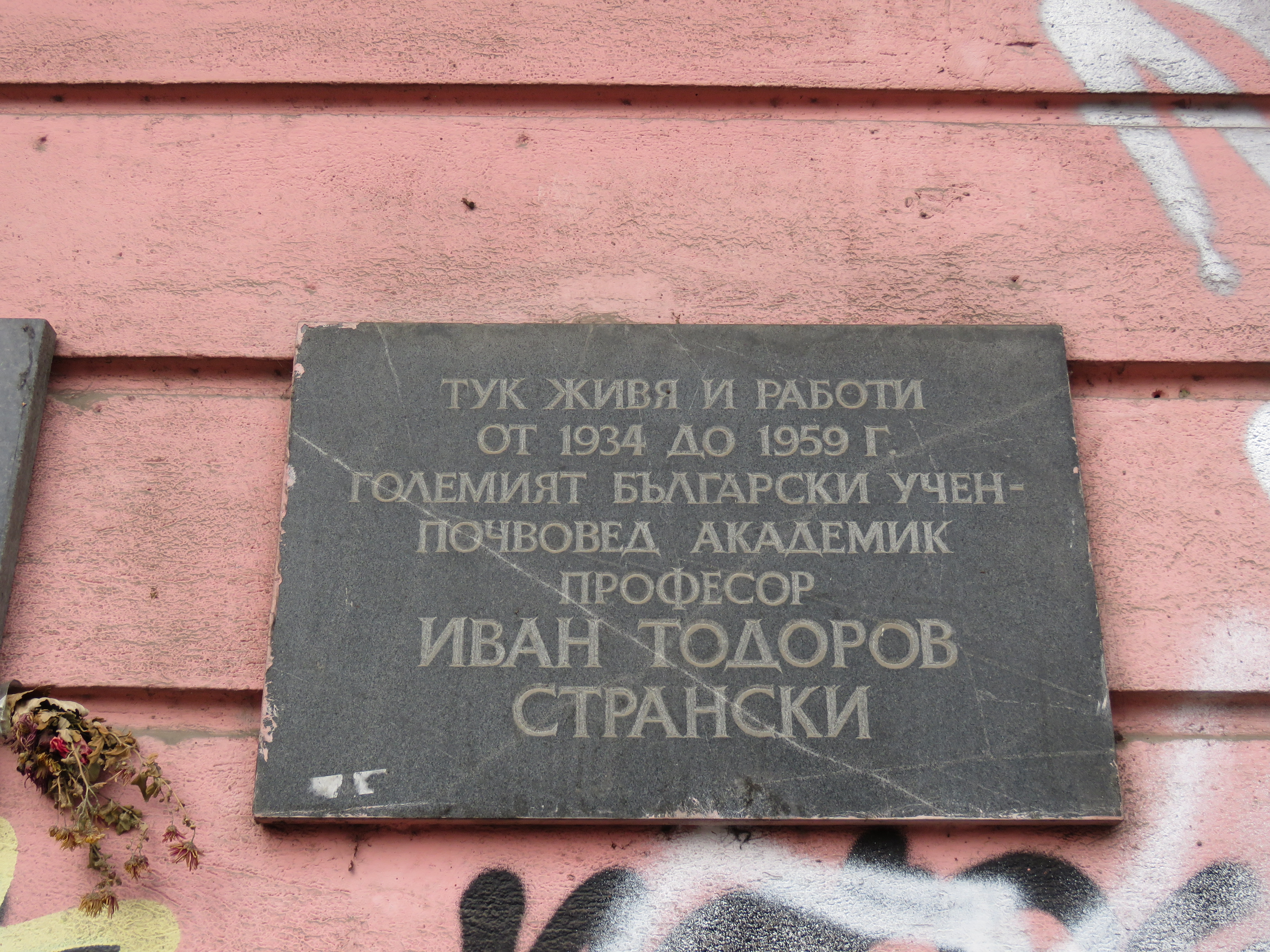

Скончался Иван Странски 29 октября 1959 года в Софии.

## Научные работы
Основные научные работы посвящены почвоведению и растениеводству. Иван Тодоров — автор подавляющего большинства научных работ.
- Изучал агротехнику и историю культурных растений Болгарии.
- Исследовал специфический тип почв — смолницу.

## Научные труды
- Почвоведение, 1935.
- Избране трудове.— София.: Изд-во БАН, 1974.— 453 с.

## Список использованной литературы
- Биологи. Биографический справочник.— Киев.: Наук. думка, 1984.— 816 с.: ил